# Dolný Kalník
Dolný Kalník (in ungherese Alsókálnok) è un comune della Slovacchia facente parte del distretto di Martin, nella regione di Žilina.